# Katherine Maine
Pour les articles homonymes, voir Maine.
Katherine Maine, née le 22 novembre 1997 à Ottawa est une coureuse cycliste canadienne, membre de l'équipe Rally.

## Biographie
Katherine Maine fait ses débuts en cyclisme en s'inscrivant à la LaRocca Cross-Country Mountain Bike School durant l'été 2009. Elle pratique d'abord le cyclo-cross et remporte le championnat de l'Est de l'Ontario en catégorie moins de 17 ans.
En 2015, elle prend la treizième place du championnat du Canada sur route juniors. Elle devient professionnelle l'année suivante au sein de l'équipe Rally. En 2017, elle gagne le championnat du Canada de poursuite par équipe avec Annie Foreman-Mackey, Allison Beveridge et Jasmin Duehring. Elle est championne du Canada sur route en 2018.

## Palmarès

### Par année
- 2017
  -  Championne du Canada de poursuite par équipe (avec Annie Foreman-Mackey, Allison Beveridge et Jasmin Duehring)
- 2018
  - 2e du championnat du Canada du critérium
- 2018
  -  Championne du Canada sur route

### Classements mondiaux
| Année                                 | 2018 | 2019 |
| ------------------------------------- | ---- | ---- |
| Classement UCI                        | 179e | 997e |
|                                       |      |      |
| Légende : nc = non classéSource : UCI |      |      |